# Anolis utowanae
Anolis utowanae е вид влечуго от семейство Dactyloidae.

## Разпространение
Видът е разпространен в Мексико.